# Boris Izaguirre
Boris Rodolfo Izaguirre Lobo  (Caracas, 29 de Setembro de 1965) escritor e showman venezuelano nacionalizado espanhol.
Era roteirista de telenovelas famosas como Rubí ou La dama de Rosa
Em Espanha, escreveu roteiros e participou nos programas como Crónicas Marcianas con Xavier Sardà ou Channel nº4 con Ana García-Siñeriz
Escreveu artigos nas publicações Zero, El País Semanal, Fotogramas  e  Marie Claire.

## Obra
- El vuelo de los avestruces (1991)
- Azul petróleo (1998)
- 1965 (2002)
- Morir de glamour (2000)
- Verdades alteradas (2001)
- Fetiche (2003)